# El infierno tan temido
El infierno tan temido es una película argentina dramática de 1980 dirigida por Raúl de la Torre y protagonizada por Graciela Borges y Alberto de Mendoza. Se basa en el cuento homónimo del escritor uruguayo Juan Carlos Onetti. Se estrenó el 7 de agosto de 1980 y fue ganadora del Cóndor de Plata como Mejor película en 1981.

## Sinopsis
Una joven mujer envía a su exesposo y otras personas que éste conoce crueles fotografías de ella teniendo relaciones sexuales con otros hombres. La degradación que ello le produce lo va empujando a una situación desesperada.

## Reparto
- Graciela Borges
- Alberto de Mendoza
- Arturo García Buhr
- Ana María Castell
- Nora Cullen
- Delfi Galbiatti
- Augusto Larreta
- Aníbal Morixe
- Flora Steinberg
- Enrique Almada
- Cacho Espíndola
- Pamela M. Jáuregui
- Tacholas
- Ricardo Bartis
- Isidro Fernán Valdez
- Miguel Tarditti
- Gerardo Goldberg
- Oscar Pereyra
- Andrés Barragán
- Lelio Lesser
- Beba Bidart
- Lucrecia Capello
- Jorge Varas

## Premios
- Premios Cóndor de Plata 1981: Mejor película